# AtmosFear
AtmosFear ist ein 116 m hoher Freifallturm von Intamin im Vergnügungspark Liseberg in Göteborg, Schweden und ist nach Highlander der zweithöchste Freifallturm in Europa. AtmosFear wurde von Intamin entwickelt und setzt Fahrer aus einer Höhe von 100 m ab.
Im Jahr 1990 baute Liseberg einen 146 m hohen Aussichtsturm mit dem Namen „Lisebergstornet“ (Der Liseberg-Turm). Nach zwanzig Jahren Betrieb schloss Liseberg die Attraktion und begann im Mai 2010 mit der Renovierung des Turms. Der Turm wurde zum Hauptbauwerk für AtmosFear, das im April 2011 als höchster Gyro Drop Tower Europas eröffnet wurde.